# Antón Avilés de Taramancos
Xosé Antón Avilés Vinagre, conhecido como Avilés de Taramancos (Noia, 6 de Abril de 1935 - Corunha a 23 de Março de 1992) foi um escritor galego.

## Biografia
Seu pai era Severiano Avilés, marinheiro e sua mãe Manuela Vinagre, camponesa; tiveram outros três filhos antes de nascer Antón. Fez o segundo grau em Noia, e já aos 15 anos publica seu primeiro poema, em galego, na revista local Tapal editada por Manuel Fabeiro Gómez. Chegou à Corunha para fazer estudos de náutica, ali foi decisiva sua amizade com Urbano Lugris, Xohán Casal e Reimundo Patiño que influíram na sua concepção da Galiza e na sua ideologia. Neste tempo colaborou em revistas literárias como Aturuxo de Ferrol ou Quatro Ventos de Braga.
Na revista Atlántida da Corunha publicou os seis poemas que constituem As moradias do vento, e em 1959 publicou seu primeiro livro, A frauta i o garamelo e o poemário que enviou ao concurso literário organizado por Brais Pinto, Pequeno canto para un peito xoven, que ficou inédito até 1982.
Em 1961 emigrou a Colômbia, ali permaneceu até 1980, primeiro na selva amazônica e depois na embaixada brasileira em Bogotá. Uma vez terminado o contrato com a embaixada, iniciou uma série de trabalhos até conseguir um trabalho como distribuidor de livros em Cali.
A 15 de Agosto de 1980 regressou a Noia, onde regeu uma taberna, a Tasca Típica, na qual organizou recitais poéticos e desde a que organizou a Sociedade Cultural Catavento. Presidiu a Associação de Escritores em Língua Galega (1986) e foi eleito vereador em Noia pelo BNG, pelo qual ocupou o posto de vereador de cultura (1987-1991). Faleceu de um cancro.
Em 2003 foi-lhe dedicado o Dia das Letras Galegas.

## Obras
- As moradías do vento (1955).
- A frauta i o garamelo (1959).
- O tempo no espello (1982).
- Cantos caucanos (1985).
- As torres no ar (1989).
- Obra viva (1992).
- Nova Crónica das Indias (1992).
- Última fuxida a Harar (1992, póstuma).